# Манастир Лесново
Манастир Лесново (посвећен Светом архангелу Михаилу и пустињаку Гаврилу Лесновском) налази се код истоименог села, између Кратова и Злетова у Северној Македонији. Подигао га је 1341. велики војвода Јован Оливер, на темељима базилике из доба локалног пустињака Гаврила Лесновског, чија се испосничка пећина налази недалеко.
Манастирска црква има облик уписаног крста са једним кубетом, испред кога је неколико година касније додат нартекс са кубетом исте величине. Данас је очуван оригинални живопис, који су радила четворица аутора, чија су имена забележена на фризу (три имена су опстала, док је четврто избрисано), а међу фрескама се истичу представе самог ктитора Јована Оливера са моделом цркве, Оливерове жене Оливерине (Марије Ане?), као и краљевског пара Душана (краљ 1331—1346, цар 1346—1355) са жезлом у облику двоструког крста и Јелене, на коме се око Душанове главе налази ореол, иако није канонизован. Ликови Оливерових синова Крајка и Дамјана у нартексу су остали, док онај младог царевића Уроша - ишчезао. Сама црква је доста добро очувана и још увек је њен кровни покривач од олова.

## Историја
Манастир Лесново се налази између варошице Кратова и села Злетова. То је у средњем веку био богат и веома насељен крај. Цео простор око Овчијег поља био је под влашћу Марије, удове српског краља Стефана Дечанског. Око 1337. године њен посед прелази у руке великог војводе Оливера. Манастир је био посвећен Св. арханђелима, а чине га три здања, зидана у три различита времена. Сам манастир је настао 1341. године, и доцније дограђиван..
Ктитор је био најмоћнији великаш тада краља Душана - Јован Оливер. Цар Стефан Душан је 1347. године издао у Скопљу хрисовуљу, којом се оснива епископска столица у Леснову. Животопис лесновске цркве сачувао је представе ликова прва два злетовска епископа, који су резидирали у манастиру Лесново. Манастир Лесново је једно од најпознатијих и виђенијих средишта књижевне радње 14. века, где настаје много рукописа.
При манастиру је радила српска манастирска школа, из које су потекли многи знаменити свештеници. Српска школа при манастиру је вршила просветни рад од 18. века па све до 1886. године. Тако је у њој се формирао Србин Евстахије, велики самоковски мученик. Тог самоковског митрополита су Турци живог приковали на градску капију, 1792. године, зато што се није хтео одрећи "православне вере и српског имена". Самоковска митрополија је постојала до 1766. године, када је укинута Пећка патријаршија. Друго познато име, је протопоп Јован "од Кратова”, краснописац из 16. века. У фрушкогорском манастиру Велика Ремета, чувало се јеванђеље са корицама окованих сребром, дивно украшено, писано на српско-словенском језику, 1580. године од стране "протопопа Јована Србина из Кратова"
Године 1982. у манастиру коју сада припада Македонској православној цркви, живели су архимандрит Гаврил Парнаџијев и један монах - његов отац из световног живота.

## Изглед цркве
Црква има основу уписаног крста над којим се уздиже кубе чији су углови (а не прозори, како је уобичајено) оријентисани као и црква. У складу са тим је оријентисана олтарска апсида, која је више плитак сегмент, а не полукруг, тако да се њена колонета поклапа са колонетом дводелног олтарског прозора.
Неколико година након градње цркве, додат јој је нартекс са кубетом које је урађено на исти начин као и оригинално. Сам улаз у цркву чини дводелни отвор, што је чини јединственом у склопу тзв. вардарског стила коме припада. Тај тип врата се може наћи у црквама у Солуну и у Хиландару, а постаће чест мотив тек у тзв. моравском стилу.

## Галерија
- Улаз.